# Het Kapitaal
Het Kapitaal: Kritiek der politieke economie (Duits: Das Kapital: Kritik der politischen Ökonomie) is het hoofdwerk van Karl Marx. In dit boek in drie (of vier) delen zet Marx een kritische theorie van de moderne, kapitalistische economie uiteen, met nadruk op de organisatie van productie.
Het eerste deel van Het Kapitaal werd gepubliceerd in 1867. Het tweede deel verscheen in 1885, twee jaar na Marx' dood, en het derde in 1894, beide verzorgd door Friedrich Engels. Marx' aantekeningen voor een vierde deel werden daarna door Karl Kautsky verwerkt tot een boek (in drie banden, 1905-1910), getiteld Theorieën over de meerwaarde, dat soms als vierde deel van Het Kapitaal wordt beschouwd.

## Ontstaansgeschiedenis

### Voorgeschiedenis
Marx promoveerde in de filosofie en was daarna vooral als journalist werkzaam, in welke hoedanigheid hij gaandeweg aandacht kreeg voor economische verschijnselen. In 1844 begon hij aan een studie naar de grondslagen van de economie, waarvan de (postuum gepubliceerde) Parijse manuscripten het tastbare overblijfsel vormen. Daarna schreef hij een schotschrift tegen de economische opvattingen van Proudhon (Armoede van de filosofie) en Loonarbeid en kapitaal, maar zijn economische studies werden onderbroken door de revoluties van 1848, als gevolg waarvan hij naar Engeland moest uitwijken.
Te Londen hervatte Marx zijn studies, gebruikmakend van de bibliotheek van het British Museum, nu met als oogmerk om te begrijpen waarom de revoluties hadden plaatsgevonden en waarom ze, vanuit zijn standpunt, waren mislukt. Hij concludeerde dat de opstanden begrepen moeten worden als gevolg van de handelscrisis van 1847. Op verzoek van de Bond der Communisten hervatte hij eind 1850 zijn werk aan een groot economisch werk. In 1851 schreef hij aan Friedrich Engels dat hij aan een manuscript kon beginnen, maar of dat er gekomen is, is onbekend.
Journalistieke verplichtingen leidden Marx af tot in 1857 een nieuwe handelscrisis uitbrak; hij wenste vóór de revolutie die hij daaruit verwachtte zijn werk gepubliceerd te hebben. Van het manuscript dat hij op dat moment had werd het eerste deel haastig persklaar gemaakt onder de titel Zur Kritik der Politischen Ökonomie (1859). Uit dezelfde periode stamt een grote verzameling aantekeningen die qua onderwerp deels overlappen met Zur Kritik, later uitgegeven als de Grundrisse.

### VanZur KritiknaarHet Kapitaal
Tussen 1857 en 1867 worstelde Marx met de presentatievorm van zijn hoofdwerk. Zijn plan in 1857 was nog geweest om het werk in zes delen te vatten, behandelend, achtereenvolgens, kapitaal, grondbezit, loonarbeid, overheid, buitenlandse handel en markt/crisis. Dit plan werd later ingedikt tot vier delen volgens de uiteindelijke indeling, die werden geschreven in een volgorde die bijna omgekeerd is aan die van de uiteindelijke publicatie: eerst deel III, daarna II en uiteindelijk het inleidende deel I.

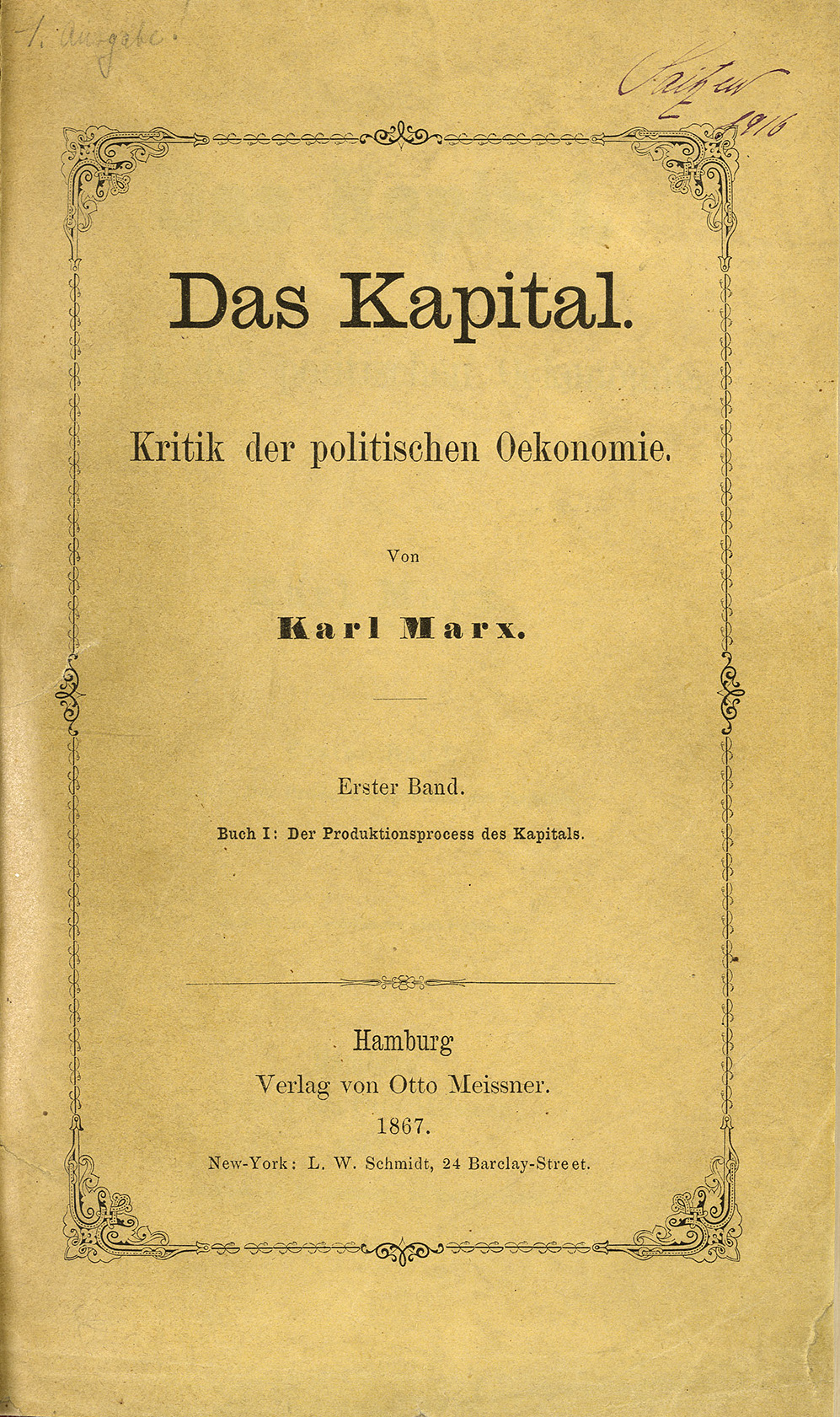
Titelblad van de eerste uitgave van het eerste deel, 1867.

In 1867 verscheen bij Otto Meissner in Hamburg het eerste deel van Het Kapitaal, met als ondertitel Het productieproces van het kapitaal (“Der Produktionsprozeß des Kapitals”). In 1872 verscheen bij dezelfde uitgever een tweede, door Marx zelf nog herziene uitgave.
Na Marx' dood verscheen, opnieuw bij Meissner, in 1883 een derde uitgave, verzorgd door Friedrich Engels. Deze werd gevolgd door het tweede deel van Het Kapitaal, Het circulatieproces van het kapitaal (“Der Zirkulationsprozess des Kapitals”), door Engels samengesteld op basis van Marx' manuscripten met noten en correcties van de redacteur. Na een vierde editie van deel I (1890), waarin Engels aantekeningen van Marx verwerkte, volgde in 1894 deel III, Het proces van de kapitalistische productie als geheel (“Der Gesamtprozess der kapitalistischen Production”). Dit was het laatste deel dat Engels verzorgde.
Toen Engels in 1895 overleed, had hij niet de kans gehad Marx' manuscripten voor het beoogde vierde deel van Het Kapitaal uit te geven. Deze werden tussen 1905 en 1910 door Karl Kautsky bewerkt en uitgegeven in drie banden als Theorien über den Mehrwert ("Theorieën over de meerwaarde"). Eveneens van Kautsky's hand is een volksuitgave van het eerste deel van Het Kapitaal uit 1921 (Dietz Verlag, Stuttgart). Deze uitgave is opmerkelijk omdat Kautsky hier en daar Marx corrigeert.

## Inhoud
In (nagenoeg) alle opvattingen die er bestaan over de ontwikkeling van het economisch denken van Marx wordt onderstreept dat diens economische theorie een kritiek op de “burgerlijke” economische theorie behelst. In de kritiek op de toenmalige politieke economie ontstonden langzaam maar zeker bepaalde theoretische concepten, die kenmerkend zijn voor de economische theorie van Marx:
- zijn interpretatie van de arbeidswaardetheorie;
- zijn meerwaardetheorie;
- zijn accumulatietheorie; etc.

Het werk van Marx moet dus in belangrijke mate gelezen worden als kritiek op de “burgerlijke” economische theorie van zijn tijd. Daarnaast bevat het ook belangrijke elementen van kritiek op anarchistische theoretici (bijvoorbeeld Proudhon).
Min of meer parallel aan Marx’ kritiek op het kapitalistische stelsel, ontwikkelde zich zijn kritiek op de toenmalige economische theorie. Friedrich Engels was hem in 1844 hier al in voorgegaan in een artikel in de Duits-Franse Jaarboeken met de titel “Schets van een Kritiek der Politieke Economie” (Umrisse zu einer Kritik der Nationalökonomie).
De studie richt zich op het werk van David Ricardo, Adam Smith en vele andere economen. Vooral in de jaren ’50 onderwerpt Marx daarnaast een zeer breed gebied van actuele economische vraagstukken aan zijn onderzoek, vooral in het kader van zijn journalistieke werk voor de New York Daily Tribune.
De “Kritik der politischen Ökonomie” is in de ontwikkeling van het denken van Marx een grote rol blijven spelen. Dat blijkt bijvoorbeeld uit de ondertitel van “Das Kapital”. Dat blijkt ook uit de “Theorieën over de meerwaarde”: dit vierde deel van Het Kapitaal (in de Marx-Engels Werke uitgegeven in drie banden) bevat een historisch-kritische studie van heel veel belangrijke economische beschouwingen.

### Deel I:Het productieproces van het kapitaal
Deel I van Het Kapitaal behandelt de "kapitalistische productiewijze" die met de industriële revolutie was ontstaan. Theorie en historische beschouwingen wisselen elkaar af. In de theoretische gedeeltes wordt de productie als afgesloten systeem behandeld: de aanname in vrijwel het gehele boek is het bestaan van een liberale utopie met eerlijke, wetsgetrouwe deelnemers aan een vrije markt. Deze utopie prikt Marx van binnenuit door, door tegenstellingen aan te wijzen die van dit systeem van "vrijheid, gelijkheid, eigendom en Bentham" er één maken van machtsongelijkheid, uitbuiting en instabiliteit. Deze tegenstellingen illustreert hij in de historische passages.
Marx begint met antropologische beschouwingen over de aard van de productie onder het kapitalisme, die losgezongen is van de directe behoeften van de producent: in plaats van voor de bevrediging van specifieke behoeften, produceert men koopwaar voor de markt. Aannemend, zoals de klassieke economen ook deden, dat de markt altijd neigt naar een evenwichtstoestand, stelt hij de vraag hoe prijzen op deze markt tot stand komen: bij marktevenwicht kan dit niet verklaard worden vanuit vraag en aanbod. Marx trekt de conclusie dat prijzen afspiegelingen zijn van de moeite die in de productie is gestoken, gemeten in arbeidsuren. De markt heeft echter de neiging om deze arbeidstijd te verhullen achter de prijs, een fenomeen dat hij warenfetisjisme noemt.
Vanuit deze analyse van de warenproductie en een beschouwing over geld komt Marx tot de definitie van kapitaal, die is gevat in zijn omloopschema's. Onafhankelijke producenten (handwerkslieden, arbeiders) volgen het schema W–G–W: zij bezitten of produceren een waar, al naargelang hun beroep, verkopen die voor geld, en kopen met het geld een andere waar om hun behoeften mee te bevredigen. Daarnaast zijn er echter de bezitters van geld, die hun geld de omloop G–W–G laten maken: ze beginnen en eindigen met geld. Deze op het eerste gezicht nutteloze omloop heeft alleen zin als het uiteindelijke geldbedrag meer is dan het beginbedrag, oftewel als er winst wordt gemaakt. Dit is voor Marx de essentie van kapitaal: bezit dat bezig is meer bezit te worden, te accumuleren.
Deze winst verklaart Marx uit de meerwaardetheorie, die een groot deel van het boek in beslag neemt. Nog steeds werkend met de liberale aannames over marktwerking, neemt Marx aan dat ook op de arbeidsmarkt een eerlijke prijs voor arbeidskracht wordt betaald: voor één dag werk wordt voldoende loon betaald om de werker en zijn gezin één dag in leven te houden en dus zijn arbeidskracht de volgende dag te reproduceren. De meerwaarde ontstaat dan doordat de werkdag langer is dan noodzakelijk, dus als er onbetaalde meerarbeid wordt verricht. Marx onderscheidt absolute meerwaarde, verkregen door het aantal uren in de werkdag te verlengen, en relatieve, die verkregen wordt door de arbeidsproductiviteit te verhogen (zodat de noodzakelijke werkdag korter wordt). Bij beide vormen van meerwaarde geeft hij historische uitweidingen: bij de eerste over de klassenstrijd om de werkdag in Engeland terug te brengen tot tien uur, bij de tweede over de manier waarop arbeidsdeling zich ontwikkelt tot het fabriekssysteem, waarin volgens Marx de arbeider een verlengstuk van de machine wordt.
Na een beschouwing over loonvorming verschuift Marx zijn aandacht van de micro-economie van de individuele arbeider naar een macro-economische beschouwing over de kapitalistische klassenmaatschappij. Hij komt tot de algemene wet van de kapitalistische accumulatie, een viertal stellingen die het sluitstuk van het hoofdargument in het boek vormen. Deze stellingen die laten zien hoe het ideaaltypische kapitalisme, bezien vanuit het standpunt van de productie, (i) instabiel is door de neiging tot monopolievorming, die de marktwerking verstoort, (ii) een industrieel reserveleger van werklozen in stand gehouden wordt en (iii) de verdeling van bezit en macht steeds schever wordt en steeds meer armen uit de markt gedrukt worden.
Na deze theoretische verhandeling volgt nog een historische passage, over de oorspronkelijke accumulatie, het ontstaan van het kapitalistisch stelsel. Deze is te lezen als een kritiek van Adam Smiths idee dat het kapitaal voortkwam uit spaarzaamheid, verschil in talent en samenwerking; in plaats daarvan wijst Marx op de gewelddadige ontstaansgeschiedenis van het kapitaal, die verbonden is met de Europese kolonisatie, het verjagen van boeren van hun land en andere vormen van roof uit publiek bezit.

### Deel II:Het circulatieproces van het kapitaal
Deel II bestudeert de werking van markten en de manier waarop kapitaal door een economie circuleert. Marx maakt hier een omgekeerde aanname vergeleken met deel I, namelijk dat de productie van meerwaarde ongestoord plaatsvindt, zonder technologische, organisatorische of maatschappelijke verschuivingen, terwijl de realisering van meerwaarde op de markt diverse spanningsvelden oproept. Ten eerste is er de strijd tussen kapitalisten onderling en met overheid en grondbezitters over de verdeling van de winsten. Ten tweede moet het kapitaal zorgen voor een afzetmarkt, omdat anders een overproductiecrisis dreigt.
Vooral dit laatste probleem leidt tot een andere conclusie dan die van deel I. Vanuit het standpunt van de circulatie heeft het kapitaal geen belang bij een reserveleger van werklozen, maar juist aan consumenten met afdoende koopkracht. De oplossing is dan om de arbeiders te scholen in de kunst van "rationele consumptie", dus om een consumentenmarkt te scheppen door, waar nodig, de lonen te verhogen. Het kapitaal heeft dus twee tegengestelde belangen, bij goedkope arbeidskracht en bij een afzetmarkt, waartussen het moet laveren.
Deel II van Het Kapitaal is minder afgewerkt dan deel I: het werd door Marx nagelaten als een afgerond betoog, maar ontbeert zowel de literaire stijl als de vele voorbeelden, tabellen en voetnoten die deel I rijk is. Het staat bekend als droger, academischer en veel minder politiek dan het eerste deel.

### Deel III:Het proces van de kapitalistische productie als geheel
Deel III trekt de betogen in de eerste twee delen samen in één theorie, die wordt uitgebreid met een meer gedetailleerde analyse van de rol die handel, krediet en speculatie spelen. Bovendien wordt een cruciale aanname uit de eerste twee delen losgelaten, namelijk dat de prijs van waren rechtstreeks bepaald wordt door hun (arbeids)waarde: Marx koppelt de arbeidswaarde via de welbekende transformatie aan het stelsel van productieprijzen dat Ricardo hanteerde. Het best bekende gedeelte van deel III bevat Marx' opvatting over het ontstaan van crises, met name door de wet van de dalende winstvoet.
Dit derde deel is het oudste, het minst afgewerkte en het meest omstreden van de drie delen van Het Kapitaal. Friedrich Engels stelde het samen uit een selectie van de notitieblokken die Marx naliet. Deze selectie, en meer algemeen de rol die Engels als redacteur speelde, leidt sinds de publicatie tot debat over of hij Marx' gedachten correct weergegeven heeft.

### Theorieën over de meerwaarde
Dit vierde, door Kautsky verzorgde, deel bevat een zeer uitgebreide weergave van en kritiek op de werken van een aantal klassieke economen, met name met betrekking op hun behandeling van het meerwaardebegrip. Het is gebaseerd op aantekeningen die Marx maakte bij het lezen van eigentijdse economische werken.

## Nederlandse vertalingen
Pas in 1901 verscheen een vertaling van het eerste gedeelte van deel 1 in het Nederlands. Het zou tot 1912 duren voordat het gehele eerste deel in het Nederlands beschikbaar was.
De meest recente Nederlandse vertaling is van I. Lipschits (voor het eerst verschenen in 1967). Deze draagt als titel: Het kapitaal. Een kritische beschouwing over de economie. deel I: het productieproces van het kapitaal.
Hieronder volgt enige informatie over de geschiedenis van de Nederlandstalige edities, en verwijzingen naar Nederlandstalige literatuur over dit onderwerp.

### 1902: eerste vertaling door Frank van der Goes
De eerste Nederlandse vertaling van Das Kapital is van de hand van Frank van der Goes en dateert van het begin v.d. twintigste eeuw. Het is aanvankelijk een tamelijk onvolledig product: afgezien van het feit dat de ondertitel ontbreekt (“Kritiek der politieke economie”) bevat het ook slechts het eerste deel (om precies te zijn eindigt het enigszins abrupt midden in hoofdstuk 8, alhoewel omslag en titelblad melden dat het hoofdstuk I – IX betreft). Blijkens een zeer kort “Bericht van den Vertaler” is het de bedoeling “de volledige vertaling zo spoedig mogelijk” uit te geven. Tevens wordt vermeld dat de vertaling gebaseerd is op de vierde druk van Das Kapital, en dat voorlopig de voorberichten van Friedrich Engels bij de derde en vierde druk ook zijn weggelaten.
Deze editie bevat wel:
- VOORREDE BIJ DE EERSTE UITGAVE.
 (KARL MARX; Londen, 25 juli 1867)
- BIJ DE TWEEDE UITGAVE.
(KARL MARX; Londen, 24 januari 1873)
- De opdracht: Karl Marx droeg zijn werk op aan Wilhelm Wolff (1809 – 1864).

Het boekje (258 pags.) verschijnt als deel 17 van de “Internationale Bibliotheek” bij S. L. van Looy (Amsterdam).

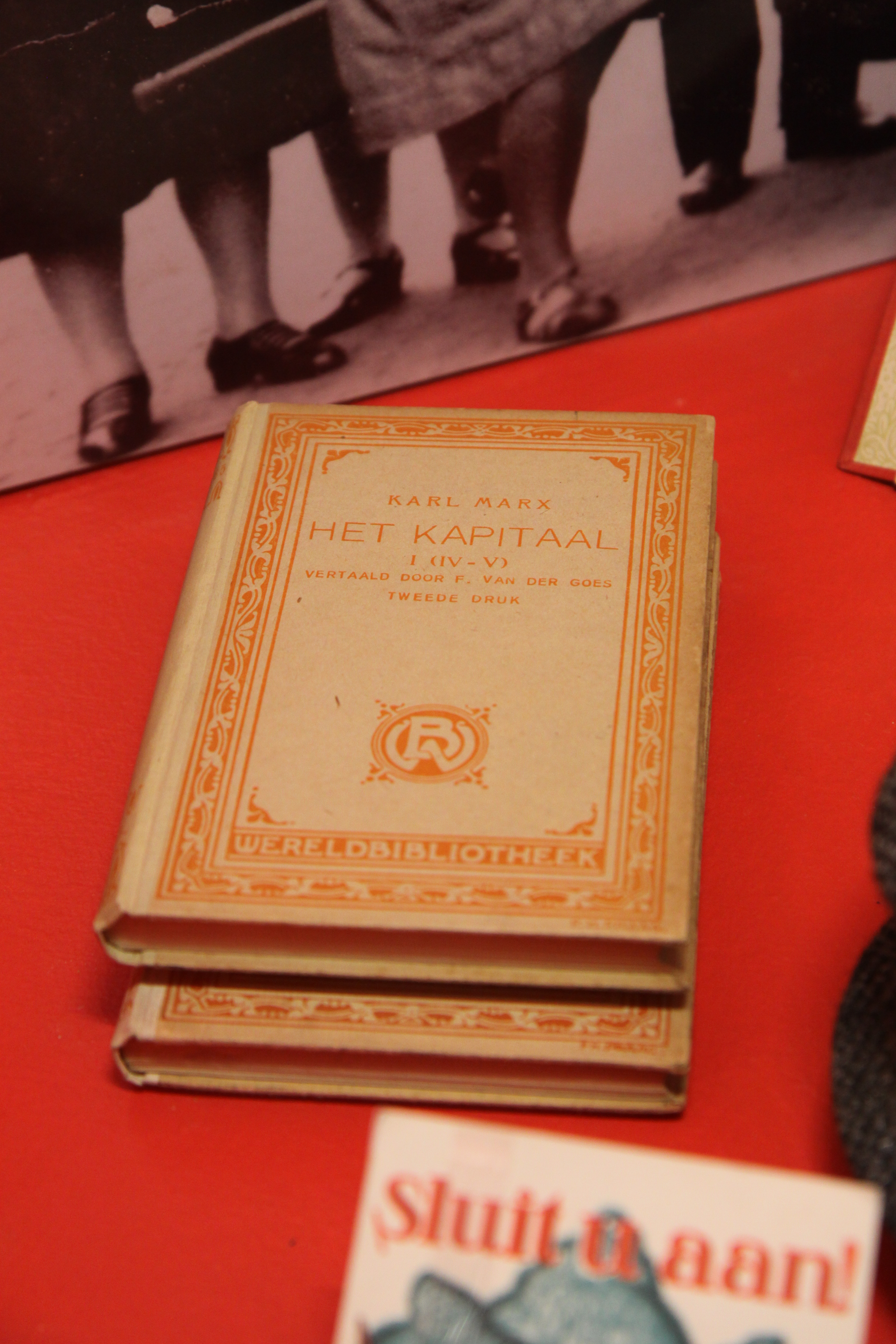
Het Kapitaal vertaald door Frank van der Goes (collectie Verzetsmuseum Amsterdam)

### 1910: de complete vertaling van deel I door Frank van der Goes
Het duurt enkele jaren voordat het gehele eerste deel van Das Kapital vertaald is en uitgegeven wordt. Uiteindelijk worden het drie boekjes in de reeks “Wereldbibliotheek” van de Maatschappij voor Goede en Goedkope Lectuur, Amsterdam.
Het eerste deeltje omvat dan, behalve de voorredes bij de eerste en tweede uitgave van Marx ook die bij de derde en vierde uitgave van Engels, en verder:
- afdeling I: Waar en geld (hoofdstuk 1 t/m 3)
- afdeling II: De verandering van geld in kapitaal (hoofdstuk 4)
- afdeling III: De productie der absolute meerwaarde (hoofdstuk 5 t/m 9; nu volledig)

Het tweede deeltje omvat:
- afdeling IV en V

Het derde deeltje omvat:
- afdeling VI: Het arbeidsloon (hoofdstuk 17 t/m 20)
- afdeling VII: De akkumulatie van het kapitaal (hoofdstuk 21 t/m 25)

Anderhalf jaar later (1912) verschijnt van deze complete uitgave al een tweede druk .
In 1933 verschijnt van deze editie een herdenkingsuitgaaf bij de Wereldbibliotheek.
Het valt onmiddellijk op dat de uitgave van 1910 – qua vertaling - aanzienlijk verbeterd is ten opzichte van die van 1901. Bijvoorbeeld: “Gebrauchswert” wordt in 1901 nog vertaald als: Gebruiksnuttigheid / gebruikslichaam. In 1910 is dit geworden: Gebruikswaarde.

### 1934: “Populaire bewerking” door Julian Borchardt
In 1934 verschijnt wat genoemd wordt een “Populaire bewerking” van Het Kapitaal, van de hand van Julian Borchardt. Deze is vertaald uit het Duits door A. S. de Levita en van een inleidend woord voorzien door S. de Wolff. Uitgever: De Arbeiderspers.

### 1967: Nieuwe vertaling door I. Lipschits
In 1967 verschijnt bij uitg. de Boer te Hilversum een geheel nieuwe vertaling van het eerste deel van Das Kapital van de hand van Isaac Lipschits. Deze vertaling is eveneens gebaseerd op de vierde Duitse druk, verzorgd door Engels in 1890. In zijn “Verantwoording” legt Lipschits omstandig uit dat de vertaling van Frank van der Goes van 1901/1912 niet “nauwkeurig” genoeg was. Ongetwijfeld heeft Lipschits een aantal (soms ernstige) tekortkomingen in de vertaling van Van der Goes gesignaleerd. In ieder geval heeft deze nieuwe vertaling in betrekkelijk korte tijd een groot aantal herdrukken beleefd: de 10e druk verscheen in 1978 (bij Unieboek in Bussum). Ook in 1981 en 1983 verschenen nog herdrukken. Daarna niet meer. Opvallend is dat de titel van de eerste druk luidde: Het kapitaal : een kritische beschouwing van de economische politiek. Dat veranderde vanaf de tweede druk in Het kapitaal : een kritische beschouwing over de economie.

### 1971: vertaling vanHet Kapitaal - Verkorte uitgavedoor Otto Rühle
In 1971 is bij uitgeverij Van Gennep te Amsterdam een vertaling verschenen van de verkorte uitgave van Het Kapitaal door Otto Rühle. Deze uitgave is in 1972 herdrukt.

### 2010: Het kapitaal, Kritiek van de politieke economie - Vertaling van Isaac Lipschits. Volledig herzien en geactualiseerd door Hans Driessen
Bij Uitgeverij Boom is op 1 mei 2010 een geheel herziene editie verschenen van 'Het Kapitaal'. Hans Driessen (vertaler van onder meer Peter Sloterdijk) redigeerde en actualiseerde de vertaling van Isaac Lipschits uit 1967.

### 2007-2017: integrale vertaling van het Marxists Internet Archive
Een eerste integrale Nederlandse vertaling van Het Kapitaal wordt verzorgd door het Marxists Internet Archive. Het eerste deel, gebaseerd op Lipschits, verscheen on-line in 2007. Het tweede boek werd gepubliceerd in 2014. Het derde deel is in mei 2018 volledig vertaald.

## Verder lezen
Voor de volledigheid moet worden vermeld dat er (gezaghebbende) auteurs zijn die de mening zijn toegedaan dat men “bij het bestuderen van Marx het beste (kan) beginnen met het eerste deel van Das Kapital” (Joseph Schumpeter, geciteerd bij Lipschits, t.a.p. pag. vii).

### Inleidende literatuur
Er is een schat aan inleidende literatuur (in de Nederlandse taal) beschikbaar:
- Eenvoudiger (deels vroegere) (economische) teksten van Marx die in het Nederlands zijn vertaald, bijv:
  - Loonarbeid en kapitaal
  - Loon, prijs en winst
- Goede Nederlandstalige inleidingen tot het economisch denken van Marx zijn:
  -  Witali Solomonowitsch Wygodski – De geschiedenis van een grote ontdekking; de ontwikkeling van het economisch denken van Marx; oorspr. uitg. in het Russisch: Moskou 1965.
Duitse uitgave: Die Geschichte einer grossen Entdeckung; ueber die Entstehung des Werkes “Das Kapital” von Karl Marx; Berlin 1967.
Nederlandse vertaling als SUN-schrift 62, Nijmegen 1974.
  - Ben Fine - Inleiding in “Het Kapitaal” van Marx; oorspr. uitg. in het Engels (1975)
 Nederlandse vertaling: uitg. SUA, Amsterdam 1980

Deze boekjes zijn alleen nog antiquarisch te koop.
- Een eigentijdse benadering van de tekst van Het Kapitaal is te vinden in:
Altvater, Elmar e.a.  - Kapital.doc; Das Kapital (Bd. I) von Marx in Schaubildern mit Kommentaren. Uitg. Westfälische Dampfboot, Münster 1999 (met cd-rom met hypertext-documenten).
Misschien nog interessanter dan het feit dat de tekst op cd-rom te vinden is (en op internet), zijn de schema’s die elk onderdeel van de stof samenvatten.
- De totstandkoming van Het Kapitaal wordt verder beschreven in Wygodski, Witali Solomonowitsch – De geschiedenis van een grote ontdekking; de ontwikkeling van het economisch denken van Marx
oorspr. uitg. in het Russisch: Moskou 1965.
Duitse uitgave: Die Geschichte einer grossen Entdeckung; ueber die Entstehung des Werkes “Das Kapital” von Karl Marx, Berlin 1967.
Nederlandse vertaling als SUN-schrift 62, Nijmegen 1974.